# THE IDOLM@STER의 악곡 목록
THE IDOLM@STER의 악곡 목록은 게임 'THE IDOLM@STER' 및, 그에 파생한 미디어 믹스 프로젝트 'PROJECT IM@S'에서 작성, 혹은 커버된 악곡의 목록이다. 덧붙여 등장 캐릭터의 성우에 관해서는 특히 기술이 없으면, 원작 게임 준거로 한다.(다만 하기와라 유키호는 도중에 성우가 변경되고 있기 때문에, 별도 기재한다)

## 게임 관련악곡

### '아케이드판' 수록곡
THE IDOLM@STER
작사:中村恵, 작곡·편곡:NBGI(佐々木宏人), REMIX-A어레인지:Rayih, REMIX-B어레인지:笹本安詞, 8BIT어레인지:戸田宏武·KPLECRAFT, 2nd-mix어레인지:遠山明孝, BGM어레인지:高田龍一
'THE IDOLM@STER'의 주제가이며, 아케이드판의 엔딩 테마.
게임에서는 댄스 이미지가 상승한다.
수록 작품
- GAME VERSION
  - THE IDOLM@STER(아케이드판) - 초기 상태부터 사용 가능
  - THE IDOLM@STER(Xbox 360판) - 초기 상태부터 사용 가능
  - THE IDOLM@STER LIVE FOR YOU! - 초기 상태부터 사용 가능
  - THE IDOLM@STER SP - 초기 상태부터 사용 가능
  - THE IDOLM@STER Dearly Stars - 초기 상태부터 사용 가능
  - THE IDOLM@STER LIVE in SLOT! - 게임중의 조건을 채우는 것으로 사용 가능
  - THE IDOLM@STER SHINY FESTA - 초기 상태부터 사용 가능(3버전 공통곡) 노래:765PRO ALLSTARS
  - THE IDOLM@STER SHINY TV - DLC(미니 앨범09)로 전달 노래:765PRO ALLSTARS

- REMIX-A
  - THE IDOLM@STER LIVE FOR YOU! - 게임중의 조건을 채우는 것으로 사용 가능

- REMIX-B
  - THE IDOLM@STER LIVE FOR YOU! - DLC(카탈로그2호)로 전달
  - THE IDOLM@STER SP - DLC(카탈로그14호)로 전달

- 2nd-mix
  - THE IDOLM@STER 2 - 초기 상태부터 사용 가능

수록 CD
- M@STER VERSION
  - THE IDOLM@STER MASTERPIECE 01
    - THE IDOLM@STER(HYR VERSION) 노래:아마미 하루카·하기와라 유키호(하세 유리나)·아키즈키 리츠코

  - THE IDOLM@STER MASTERPIECE 02
    - THE IDOLM@STER(ACM VERSION) 노래:미우라 아즈사·키사라기 치하야·키쿠치 마코토

  - THE IDOLM@STER MASTERPIECE 03
    - THE IDOLM@STER(IYAM VERSION) 노래:미나세 이오리·타카츠키 야요이·후타미 아미 / 마미

  - THE IDOLM@STER MASTERPIECE 05
    - THE IDOLM@STER(M@STER VERSION -REMIX-) 노래:아마미 하루카·키사라기 치하야·하기와라 유키호(하세 유리나)·타카츠키 야요이·아키즈키 리츠코·미우라 아즈사·미나세 이오리·키쿠치 마코토·후타미 아미 / 마미

  - THE IDOLM@STER MASTER LIVE 00
    - THE IDOLM@STER(k VERSION) 노래:오토나시 코토리

  - THE IDOLM@STER BEST ALBUM 〜MASTER OF MASTER〜
    - THE IDOLM@STER(M@STER VERSION) 노래:아마미 하루카

  - THE IDOLM@STER 765PRO ALLSTARS+ GRE@TEST BEST! －THE IDOLM@STER HISTORY－
    - THE IDOLM@STER(M@STER VERSION -REMIX-) 노래:아마미 하루카·키사라기 치하야·하기와라 유키호(하세 유리나)·타카츠키 야요이·아키즈키 리츠코·미우라 아즈사·미나세 이오리·키쿠치 마코토·후타미 아미 / 마미

  - THE IDOLM@STER 765PRO ALLSTARS+ GRE@TEST BEST! －THE IDOLM@STER HISTORY－
    - THE IDOLM@STER(M@STER VERSION -REMIX-) 노래:아마미 하루카·키사라기 치하야·하기와라 유키호(하세 유리나)·타카츠키 야요이·아키즈키 리츠코·미우라 아즈사·미나세 이오리·키쿠치 마코토·후타미 아미 / 마미

- REM@STER-A
  - THE IDOLM@STER MASTER LIVE ENCORE
    - THE IDOLM@STER(REM@STER-A) 노래:호시이 미키

- REM@STER-B
  - THE IDOLM@STER MASTER LIVE 02
    - THE IDOLM@STER(REM@STER-B) 노래:미나세 이오리·키쿠치 마코토·아키즈키 리츠코

- 패미송8BIT
  - 패미송8BIT☆아이돌마스터 02
    - THE IDOLM@STER(타로스케 버스터NW MIX) 노래:아마미 하루카·호시이 미키

- GAME VERSION
  - THE IDOLM@STER MASTERPIECE 04
    - THE IDOLM@STER 노래:아마미 하루카·키사라기 치하야·하기와라 유키호(하세 유리나)·타카츠키 야요이·아키즈키 리츠코·미우라 아즈사·미나세 이오리·키쿠치 마코토·후타미 아미 / 마미

  - THE IDOLM@STER MASTER BOX I
    - THE IDOLM@STER 노래:아마미 하루카
    - THE IDOLM@STER 노래:하기와라 유키호(하세 유리나)
    - THE IDOLM@STER 노래:아키즈키 리츠코
    - THE IDOLM@STER 노래:키사라기 치하야
    - THE IDOLM@STER 노래:미우라 아즈사
    - THE IDOLM@STER 노래:키쿠치 마코토
    - THE IDOLM@STER 노래:미나세 이오리
    - THE IDOLM@STER 노래:타카츠키 야요이
    - THE IDOLM@STER 노래:후타미 아미 / 마미

  - THE IDOLM@STER MASTER BOX II
    - THE IDOLM@STER 노래:호시이 미키

  - THE IDOLM@STER MASTERWORK 00
    - THE IDOLM@STER 노래:IM@S ALLSTARS

  - THE IDOLM@STER BEST OF 765+876=!! VOL.03
    - THE IDOLM@STER 노래:IM@S ALLSTARS1641

  - THE IDOLM@STER ANIM@TION MASTER 03
    - THE IDOLM@STER 노래:765PRO ALLSTARS

- MOVIE VERSION
  - M@STERPIECE 특전 Blu-ray Disc Audio
    - THE IDOLM@STER 노래:765PRO ALLSTARS

- REMIX-A
  - THE IDOLM@STER MASTER BOX III
    - THE IDOLM@STER(REMIX-A) 노래:아마미 하루카
    - THE IDOLM@STER(REMIX-A) 노래:호시이 미키
    - THE IDOLM@STER(REMIX-A) 노래:하기와라 유키호(하세 유리나)
    - THE IDOLM@STER(REMIX-A) 노래:미나세 이오리
    - THE IDOLM@STER(REMIX-A) 노래:키사라기 치하야
    - THE IDOLM@STER(REMIX-A) 노래:미우라 아즈사
    - THE IDOLM@STER(REMIX-A) 노래:키쿠치 마코토
    - THE IDOLM@STER(REMIX-A) 노래:아키즈키 리츠코
    - THE IDOLM@STER(REMIX-A) 노래:타카츠키 야요이
    - THE IDOLM@STER(REMIX-A) 노래:후타미 아미 / 마미

- REMIX-B
  - THE IDOLM@STER MASTER BOX IV
    - THE IDOLM@STER(REMIX-B) 노래:아마미 하루카
    - THE IDOLM@STER(REMIX-B) 노래:호시이 미키
    - THE IDOLM@STER(REMIX-B) 노래:하기와라 유키호(하세 유리나)
    - THE IDOLM@STER(REMIX-B) 노래:미나세 이오리
    - THE IDOLM@STER(REMIX-B) 노래:키사라기 치하야
    - THE IDOLM@STER(REMIX-B) 노래:미우라 아즈사
    - THE IDOLM@STER(REMIX-B) 노래:키쿠치 마코토
    - THE IDOLM@STER(REMIX-B) 노래:아키즈키 리츠코
    - THE IDOLM@STER(REMIX-B) 노래:타카츠키 야요이
    - THE IDOLM@STER(REMIX-B) 노래:후타미 아미 / 마미

태양의 젤러시
작사:森由里子, 작곡·편곡:NBGI(椎名豪), REMIX-A어레인지:竹中文一, REMIX-B어레인지:竹中文一, 8BIT어레인지:KPLECRAFT
아마미 하루카의 소유곡.
게임에서는 보컬 이미지가 상승한다.
수록 작품
- GAME VERSION
  - THE IDOLM@STER(아케이드판) - 초기 상태부터 사용 가능
  - THE IDOLM@STER(Xbox 360판) - 초기 상태부터 사용 가능
  - THE IDOLM@STER LIVE FOR YOU! - 초기 상태부터 사용 가능
  - THE IDOLM@STER SP - 초기 상태부터 사용 가능
  - THE IDOLM@STER SHINY TV - DLC(미니 앨범01)로 전달 노래:아마미 하루카·후타미 마미·가나하 히비키

- REMIX-A
  - THE IDOLM@STER LIVE FOR YOU! - 게임중의 조건을 채우는 것으로 사용 가능

- REMIX-B
  - THE IDOLM@STER LIVE FOR YOU! - DLC(카탈로그 창간호)로 전달
  - THE IDOLM@STER SP - DLC(카탈로그14호)로 전달

수록 CD
- M@STER VERSION
  - THE IDOLM@STER MASATERPIECE 04
    - 태양의 젤러시(M@STER VERSION) 노래:아마미 하루카·미나세 이오리·키사라기 치하야

  - THE IDOLM@STER MASTERWORK 01
    - 태양의 젤러시(M@STER VERSION) 노래:아마미 하루카

  - THE IDOLM@STER MASTER ARTIST 01
    - 태양의 젤러시(M@STER VERSION) 노래:아마미 하루카

  - THE IDOLM@STER BEST ALBUM 〜MASTER OF MASTER〜
    - 태양의 젤러시(M@STER VERSION) 노래:하루카·아즈사

  - THE IDOLM@STER MASTER ARTIST 2 -FIRST SEASON- 01
    - 태양의 젤러시(M@STER VERSION) 노래:아마미 하루카

  - THE IDOLM@STER 765PRO ALLSTARS+ GRE@TEST BEST! －SWEET&SMILE!－
    - 태양의 젤러시(M@STER VERSION) 노래:아마미 하루카·미나세 이오리·키사라기 치하야

- REM@STER-A
  - THE IDOLM@STER MASTER LIVE 03
    - 태양의 젤러시(REM@STER-A) 노래:후타미 아미

- REM@STER-B
  - THE IDOLM@STER MASTER LIVE 02
    - 태양의 젤러시(REM@STER-B) 노래:아키즈키 리츠코

- 패미송8BIT
  - 패미송8BIT☆아이돌마스터 02
    - 태양의 젤러시('오더 인'패미송8BIT MIX)  노래:아마미 하루카·호시이 미키

- GAME VERSION
  - THE IDOLM@STER MASTERPIECE 01
    - 태양의 젤러시 노래:아마미 하루카

  - THE IDOLM@STER MASTERPIECE 04
    - 태양의 젤러시 노래:아키즈키 리츠코·후타미 아미 / 마미

  - THE IDOLM@STER MASTER BOX I
    - 태양의 젤러시 노래:아마미 하루카
    - 태양의 젤러시 노래:하기와라 유키호(하세 유리나)
    - 태양의 젤러시 노래:아키즈키 리츠코
    - 태양의 젤러시 노래:키사라기 치하야
    - 태양의 젤러시 노래:미우라 아즈사
    - 태양의 젤러시 노래:키쿠치 마코토
    - 태양의 젤러시 노래:미나세 이오리
    - 태양의 젤러시 노래:타카츠키 야요이
    - 태양의 젤러시 노래:후타미 아미 / 마미

  - THE IDOLM@STER MASTER BOX II
    - 태양의 젤러시 노래:호시이 미키

- REMIX-A
  - THE IDOLM@STER MASTER BOX III
    - 태양의 젤러시(REMIX-A) 노래:아마미 하루카
    - 태양의 젤러시(REMIX-A) 노래:호시이 미키
    - 태양의 젤러시(REMIX-A) 노래:하기와라 유키호(하세 유리나)
    - 태양의 젤러시(REMIX-A) 노래:미나세 이오리
    - 태양의 젤러시(REMIX-A) 노래:키사라기 치하야
    - 태양의 젤러시(REMIX-A) 노래:미우라 아즈사
    - 태양의 젤러시(REMIX-A) 노래:키쿠치 마코토
    - 태양의 젤러시(REMIX-A) 노래:아키즈키 리츠코
    - 태양의 젤러시(REMIX-A) 노래:타카츠키 야요이
    - 태양의 젤러시(REMIX-A) 노래:후타미 아미 / 마미

- REMIX-B
  - THE IDOLM@STER MASTER BOX IV
    - 태양의 젤러시(REMIX-B) 노래:아마미 하루카
    - 태양의 젤러시(REMIX-B) 노래:호시이 미키
    - 태양의 젤러시(REMIX-B) 노래:하기와라 유키호(하세 유리나)
    - 태양의 젤러시(REMIX-B) 노래:미나세 이오리
    - 태양의 젤러시(REMIX-B) 노래:키사라기 치하야
    - 태양의 젤러시(REMIX-B) 노래:미우라 아즈사
    - 태양의 젤러시(REMIX-B) 노래:키쿠치 마코토
    - 태양의 젤러시(REMIX-B) 노래:아키즈키 리츠코
    - 태양의 젤러시(REMIX-B) 노래:타카츠키 야요이
    - 태양의 젤러시(REMIX-B) 노래:후타미 아미 / 마미

파랑새
작사:森由里子, 작곡·편곡(GAME VERSION):NBGI(椎名豪), 편곡(M@STER VERSION):塩入俊哉, REMIX-A어레인지:竹中文一, REMIX-B어레인지:宮垣憲一郎, 8BIT어레인지:KPLECRAFT, 편곡(TV ARRANGE):宮原恵太, BGM어레인지:高田龍一
키사라기 치하야의 소유곡.
게임에서는 보컬 이미지가 상승한다.
수록 작품
- GAME VERSION
  - THE IDOLM@STER(아케이드판) - 초기 상태부터 사용 가능
  - THE IDOLM@STER(Xbox 360판) - 초기 상태부터 사용 가능
  - THE IDOLM@STER LIVE FOR YOU! - 초기 상태부터 사용 가능
  - THE IDOLM@STER SP - 초기 상태부터 사용 가능
  - THE IDOLM@STER SHINY TV - DLC(미니 앨범04)로 전달 노래:키사라기 치하야·키쿠치 마코토·시죠 타카네

- REMIX-A
  - THE IDOLM@STER LIVE FOR YOU! - 게임중의 조건을 채우는 것으로 사용 가능

- REMIX-B
  - THE IDOLM@STER LIVE FOR YOU! - DLC(카탈로그 창간호)로 전달
  - THE IDOLM@STER SP - DLC(카탈로그14호)로 전달

수록 CD
- M@STER VERSION
  - THE IDOLM@STER MASTERPIECE 05
    - 파랑새(M@STER VERSION) 노래:키사라기 치하야·미우라 아즈사·아키즈키 리츠코

  - THE IDOLM@STER RADIO 가희낙원
    - 파랑새(M@STER VERSION) 노래:키사라기 치하야

  - THE IDOLM@STER MASTER ARTIST 05
    - 파랑새(M@STER VERSION) 노래:키사라기 치하야

  - THE IDOLM@STER BEST ALBUM 〜MASTER OF MASTER〜
    - 파랑새(M@STER VESION) 노래:키사라기 치하야

  - THE IDOLM@STER ANIM@TION MASTER 02
    - 파랑새(M@STER VERSION) 〜TV ARRANGE〜 노래:키사라기 치하야

  - THE IDOLM@STER 765PRO ALLSTARS+ GRE@TEST BEST! -COOL&BITTER!-
    - 파랑새(M@STER VERSION) 노래:키사라기 치하야·미우라 아즈사·아키즈키 리츠코

- REM@STER-A
  - THE IDOLM@STER MASTER LIVE 03
    - 파랑새(REM@STER-A) 노래:아마미 하루카

- REM@STER-B
  - THE IDOLM@STER MASTER LIVE 02
    - 파랑새(REM@STER-B) 노래:하기와라 유키호(하세 유리나)

- 패미송8BIT
  - 패미송8BIT☆아이돌마스터 05
    - 파랑새('드래곤 스피릿'패미송8BIT MIX) 노래:키사라기 치하야·미나세 이오리

- GAME VERSION
  - THE IDOLM@STER MASTERPIECE 02
    - 파랑새 노래:키사라기 치하야

  - THE IDOLM@STER MASTERPIECE 04
    - 파랑새 노래:키쿠치 마코토·미나세 이오리·미우라 아즈사

  - THE IDOLM@STER MASTER BOX I
    - 파랑새 노래:아마미 하루카
    - 파랑새 노래:하기와라 유키호(하세 유리나)
    - 파랑새 노래:아키즈키 리츠코
    - 파랑새 노래:키사라기 치하야
    - 파랑새 노래:미우라 아즈사
    - 파랑새 노래:키쿠치 마코토
    - 파랑새 노래:미나세 이오리
    - 파랑새 노래:타카츠키 야요이
    - 파랑새 노래:후타미 아미 / 마미

  - THE IDOLM@STER MASTER BOX II
    - 파랑새 노래:호시이 미키

- REMIX-A
  - THE IDOLM@STER MASTER BOX III
    - 파랑새(REMIX-A) 노래:아마미 하루카
    - 파랑새(REMIX-A) 노래:호시이 미키
    - 파랑새(REMIX-A) 노래:하기와라 유키호(하세 유리나)
    - 파랑새(REMIX-A) 노래:미나세 이오리
    - 파랑새(REMIX-A) 노래:키사라기 치하야
    - 파랑새(REMIX-A) 노래:미우라 아즈사
    - 파랑새(REMIX-A) 노래:키쿠치 마코토
    - 파랑새(REMIX-A) 노래:아키즈키 리츠코
    - 파랑새(REMIX-A) 노래:타카츠키 야요이
    - 파랑새(REMIX-A) 노래:후타미 아미 / 마미

- REMIX-B
  - THE IDOLM@STER MASTER BOX IV
    - 파랑새(REMIX-B) 노래:아마미 하루카
    - 파랑새(REMIX-B) 노래:호시이 미키
    - 파랑새(REMIX-B) 노래:하기와라 유키호(하세 유리나)
    - 파랑새(REMIX-B) 노래:미나세 이오리
    - 파랑새(REMIX-B) 노래:키사라기 치하야
    - 파랑새(REMIX-B) 노래:미우라 아즈사
    - 파랑새(REMIX-B) 노래:키쿠치 마코토
    - 파랑새(REMIX-B) 노래:아키즈키 리츠코
    - 파랑새(REMIX-B) 노래:타카츠키 야요이
    - 파랑새(REMIX-B) 노래:후타미 아미 / 마미

First Stage
작사:中村恵, 작곡·편곡:NBGI(佐々木宏人), REMIX-A:水野敏宏, REMIX-B:竹中文一, 8BIT어레인지:KPLECRAFT
하기와라 유키호의 소유곡.
게임에서는 댄스 이미지가 상승한다.
수록 작품
- GAME VERSION
  - THE IDOLM@STER(아케이드판) - 초기 상태부터 사용 가능
  - THE IDOLM@STER(Xbox 360판) - 초기 상태부터 사용 가능
  - THE IDOLM@STER LIVE FOR YOU! - 초기 상태부터 사용 가능
  - THE IDOLM@STER SP - 초기 상태부터 사용 가능
  - THE IDOLM@STER SHINY TV - DLC(미니 앨범07)로 전달 노래:765PRO ALLSTARS

- REMIX-A
  - THE IDOLM@STER LIVE FOR YOU! - 게임중의 조건을 채우는 것으로 사용 가능

- REMIX-B
  - THE IDOLM@STER LIVE FOR YOU! - DLC(카탈로그 창간호)로 전달
  - THE IDOLM@STER SP - DLC(카탈로그14호)로 전달

수록 CD
- M@STER VERSION
  - THE IDOLM@STER MASTERPIECE 05
    - First Stage(M@STER VERSION) 노래:하기와라 유키호(하세 유리나)·키쿠치 마코토·후타미 아미 / 마미

  - THE IDOLM@STER MASTERWORK 03
    - First Stage(M@STER VERSION) 노래:하기와라 유키호(하세 유리나)

  - THE IDOLM@STER MASTER ARTIST 09
    - First Stage(M@STER VERSION) 노래:하기와라 유키호(하세 유리나)

  - THE IDOLM@STER BEST ALBUM 〜MASTER OF MASTER〜
    - First Stage(M@STER VERSION) 노래:키쿠치 마코토·하기와라 유키호(하세 유리나)

  - THE IDOLM@STER ANIM@TION MASTER 02
    - First Stage(M@STER VERSION) 노래:키쿠치 마코토·하기와라 유키호(아사쿠라 아즈미)

  - THE IDOLM@STER 765PRO ALLSTARS+ GRE@TEST BEST! -SWEET&SMILE!-
    - First Stage(M@STER VERSION) 노래:하기와라 유키호(하세 유리나)·키쿠치 마코토·후타미 아미 / 마미

- REM@STER-A
  - THE IDOLM@STER MASTER LIVE ENCORE
    - First Stage(REM@STER-A) 노래:미우라 아즈사

- REM@STER-B
  - THE IDOLM@STER MASTER LIVE 02
    - First Stage(REM@STER-B) 노래:키쿠치 마코토

- 패미송8BIT
  - 패미송8BIT☆아이돌마스터 04
    - First Stage('제비우스'패미송8BIT MIX) 노래:키쿠치 마코토·하기와라 유키호(하세 유리나)

- GAME VERSION
  - THE IDOLM@STER MASTERPIECE 01
    - First Stage 노래:하기와라 유키호(하세 유리나)

  - THE IDOLM@STER MASTERPIECE 04
    - First Stage 노래:키사라기 치하야·하기와라 유키호(하세 유리나)·아키즈키 리츠코

  - THE IDOLM@STER MASTER BOX I
    - First Stage 노래:아마미 하루카
    - First Stage 노래:하기와라 유키호(하세 유리나)
    - First Stage 노래:아키즈키 리츠코
    - First Stage 노래:키사라기 치하야
    - First Stage 노래:미우라 아즈사
    - First Stage 노래:키쿠치 마코토
    - First Stage 노래:미나세 이오리
    - First Stage 노래:타카츠키 야요이
    - First Stage 노래:후타미 아미 / 마미

  - THE IDOLM@STER MASTER BOX II
    - First Stage 노래:호시이 미키

- REMIX-A
  - THE IDOLM@STER MASTER BOX III
    - First Stage(REMIX-A) 노래:아마미 하루카
    - First Stage(REMIX-A) 노래:호시이 미키
    - First Stage(REMIX-A) 노래:하기와라 유키호(하세 유리나)
    - First Stage(REMIX-A) 노래:미나세 이오리
    - First Stage(REMIX-A) 노래:키사라기 치하야
    - First Stage(REMIX-A) 노래:미우라 아즈사
    - First Stage(REMIX-A) 노래:키쿠치 마코토
    - First Stage(REMIX-A) 노래:아키즈키 리츠코
    - First Stage(REMIX-A) 노래:타카츠키 야요이
    - First Stage(REMIX-A) 노래:후타미 아미 / 마미

- REMIX-B
  - THE IDOLM@STER MASTER BOX IV
    - First Stage(REMIX-B) 노래:아마미 하루카
    - First Stage(REMIX-B) 노래:호시이 미키
    - First Stage(REMIX-B) 노래:하기와라 유키호(하세 유리나)
    - First Stage(REMIX-B) 노래:미나세 이오리
    - First Stage(REMIX-B) 노래:키사라기 치하야
    - First Stage(REMIX-B) 노래:미우라 아즈사
    - First Stage(REMIX-B) 노래:키쿠치 마코토
    - First Stage(REMIX-B) 노래:아키즈키 리츠코
    - First Stage(REMIX-B) 노래:타카츠키 야요이
    - First Stage(REMIX-B) 노래:후타미 아미 / 마미

안녕!! 아침밥
작사:中村恵, 작곡·편곡:NBGI(佐々木宏人), REMIX-A:遠藤正樹, REMIX-B:水野敏宏, 8BIT어레인지:ZUNBA kobayashi
타카츠키 야요이의 소유곡.
게임에서는 비주얼 이미지가 상승한다.
수록 작품
- GAME VERSION
  - THE IDOLM@STER(아케이드판) - 초기 상태부터 사용 가능
  - THE IDOLM@STER(Xbox 360판) - 초기 상태부터 사용 가능
  - THE IDOLM@STER LIVE FOR YOU! - 초기 상태부터 사용 가능
  - THE IDOLM@STER SP - 초기 상태부터 사용 가능
  - THE IDOLM@STER SHINY FESTA - 초기 상태부터 사용 가능(ファンキーノート) 노래:타카츠키 야요이
  - THE IDOLM@STER SHINY TV - DLC(미니 앨범04)로 전달 노래:타카츠키 야요이

- REMIX-A
  - THE IDOLM@STER LIVE FOR YOU! - 게임중의 조건을 채우는 것으로 사용 가능

- REMIX-B
  - THE IDOLM@STER LIVE FOR YOU! - DLC(카탈로그 창간호)로 전달
  - THE IDOLM@STER SP - DLC(카탈로그15호)로 전달

수록 CD
- M@STER VERSION
  - THE IDOLM@STER MASTERPIECE 04
    - 안녕!! 아침밥(M@STER VERSION) 노래:타카츠키 야요이·하기와라 유키호(하세 유리나)·미우라 아즈사

  - THE IDOLM@STER MASTERWORK 01
    - 안녕!! 아침밥(M@STER VERSION) 노래:타카츠키 야요이

  - THE IDOLM@STER MASTER ARTIST 02
    - 안녕!! 아침밥(M@STER VERSION) 노래:타카츠키 야요이

  - THE IDOLM@STER BEST ALBUM 〜MASTER OF MASTER〜
    - 안녕!! 아침밥(M@STER VERSION) 노래:타카츠키 야요이·호시이 미키

  - THE IDOLM@STER ANIM@TION MASTER 03
    - 안녕!! 아침밥(M@STER VERSION) 노래:타카츠키 야요이

  - THE IDOLM@STER 765PRO ALLSTARS+ GRE@TEST BEST! -SWEET&SMILE!-
    - 안녕!! 아침밥(M@STER VERSION) 노래:타카츠키 야요이·하기와라 유키호(하세 유리나)·미우라 아즈사

- REM@STER-A
  - THE IDOLM@STER MASTER LIVE 01
    - 안녕!! 아침밥(REM@STER-A) 노래:후타미 마미·야키니쿠맨

- REM@STER-B
  - THE IDOLM@STER MASTER LIVE 03
    - 안녕!! 아침밥(REM@STER-B) 노래:키쿠치 마코토

- 패미송8BIT
  - 패미송8BIT☆아이돌마스터 01
    - 안녕!! 아침밥('드루아가의 탑'패미송8BIT MIX) 노래:타카츠키 야요이·후타미 아미 / 마미

- GAME VERSION
  - THE IDOLM@STER MASTERPIECE 03
    - 안녕!! 아침밥 노래:타카츠키 야요이

  - THE IDOLM@STER MASTERPIECE 04
    - 안녕!! 아침밥 노래:미나세 이오리·아마미 하루카·키사라기 치하야

  - THE IDOLM@STER MASTER BOX I
    - 안녕!! 아침밥 노래:아마미 하루카
    - 안녕!! 아침밥 노래:하기와라 유키호(하세 유리나)
    - 안녕!! 아침밥 노래:아키즈키 리츠코
    - 안녕!! 아침밥 노래:키사라기 치하야
    - 안녕!! 아침밥 노래:미우라 아즈사
    - 안녕!! 아침밥 노래:키쿠치 마코토
    - 안녕!! 아침밥 노래:미나세 이오리
    - 안녕!! 아침밥 노래:타카츠키 야요이
    - 안녕!! 아침밥 노래:후타미 아미 / 마미

  - THE IDOLM@STER MASTER BOX II
    - 안녕!! 아침밥 노래:호시이 미키

- REMIX-A
  - THE IDOLM@STER MASTER BOX III
    - 안녕!! 아침밥(REMIX-A) 노래:아마미 하루카
    - 안녕!! 아침밥(REMIX-A) 노래:호시이 미키
    - 안녕!! 아침밥(REMIX-A) 노래:하기와라 유키호(하세 유리나)
    - 안녕!! 아침밥(REMIX-A) 노래:미나세 이오리
    - 안녕!! 아침밥(REMIX-A) 노래:키사라기 치하야
    - 안녕!! 아침밥(REMIX-A) 노래:미우라 아즈사
    - 안녕!! 아침밥(REMIX-A) 노래:키쿠치 마코토
    - 안녕!! 아침밥(REMIX-A) 노래:아키즈키 리츠코
    - 안녕!! 아침밥(REMIX-A) 노래:타카츠키 야요이
    - 안녕!! 아침밥(REMIX-A) 노래:후타미 아미 / 마미

- REMIX-B
  - THE IDOLM@STER MASTER BOX IV
    - 안녕!! 아침밥(REMIX-B) 노래:아마미 하루카
    - 안녕!! 아침밥(REMIX-B) 노래:호시이 미키
    - 안녕!! 아침밥(REMIX-B) 노래:하기와라 유키호(하세 유리나)
    - 안녕!! 아침밥(REMIX-B) 노래:미나세 이오리
    - 안녕!! 아침밥(REMIX-B) 노래:키사라기 치하야
    - 안녕!! 아침밥(REMIX-B) 노래:미우라 아즈사
    - 안녕!! 아침밥(REMIX-B) 노래:키쿠치 마코토
    - 안녕!! 아침밥(REMIX-B) 노래:아키즈키 리츠코
    - 안녕!! 아침밥(REMIX-B) 노래:타카츠키 야요이
    - 안녕!! 아침밥(REMIX-B) 노래:후타미 아미 / 마미

마법을 걸어!
작사·작곡·편곡:NBGI(神前暁), REMIX-A:佐藤和郎, REMIX-B:遠藤正樹, 8BIT어레인지:KPLECRAFT
아키즈키 리츠코의 소유곡.
게임에서는 보컬 이미지가 상승한다.
수록 작품
- GAME VERSION
  - THE IDOLM@STER(아케이드판) - 초기 상태부터 사용 가능
  - THE IDOLM@STER(Xbox 360판) - 초기 상태부터 사용 가능
  - THE IDOLM@STER LIVE FOR YOU! - 초기 상태부터 사용 가능
  - THE IDOLM@STER SP - 초기 상태부터 사용 가능
  - THE IDOLM@STER 2(PS3판) - DLC(카탈로그13호)로 전달
  - THE IDOLM@STER SHINY FESTA - 초기 상태부터 사용 가능(허니 사운드) 노래:아키즈키 리츠코
  - THE IDOLM@STER SHINY TV - DLC(미니 앨범09)로 전달 노래:아키즈키 리츠코
  - THE IDOLM@STER ONE FOR ALL - DLC(카탈로그6호)로 전달

- REMIX-A
  - THE IDOLM@STER LIVE FOR YOU! - 게임중의 조건을 채우는 것으로 사용 가능

- REMIX-B
  - THE IDOLM@STER LIVE FOR YOU! - DLC(카탈로그 창간호)로 전달
  - THE IDOLM@STER SP - DLC(카탈로그16호)로 전달

수록 CD
- M@STER VERSION
  - THE IDOLM@STER MASTERPIECE 01
    - 마법을 걸어!(M@STER VERSION) 노래:아마미 하루카·하기와라 유키호(하세 유리나)·아키즈키 리츠코

  - THE IDOLM@STER MASTERWORK 02
    - 마법을 걸어!(M@STER VERSION) 노래:아키즈키 리츠코

  - THE IDOLM@STER MASTER ARTIST 10
    - 마법을 걸어!(M@STER VERSION) 노래:아키즈키 리츠코

  - THE IDOLM@STER BEST ALBUM 〜MASTER OF MASTER〜
    - 마법을 걸어!(M@STER VERSION) 노래:아키즈키 리츠코·하기와라 유키호(하세 유리나)

  - THE IDOLM@STER DREAM SYMPHONY 01
    - 마법을 걸어!(M@STER VERSION) 노래:미즈타니 에리

  - THE IDOLM@STER BEST OF 765+876=!! VOL.02
    - 마법을 걸어!(M@STER VERSION) 노래:아키즈키 리츠코·아마미 하루카·하기와라 유키호(하세 유리나)

  - THE IDOLM@STER ANIM@TION MASTER 06
    - 마법을 걸어!(M@STER VERSION) 노래:아키즈키 리츠코

  - THE IDOLM@STER 765PRO ALLSTARS+ GRE@TEST BEST! -SWEET&SMILE!-
    - 마법을 걸어!(M@STER VERSION) 노래:아마미 하루카·하기와라 유키호(하세 유리나)·아키즈키 리츠코

- REM@STER-A
  - THE IDOLM@STER MASTER LIVE 01
    - 마법을 걸어!(REM@STER-A) 노래:타카츠키 야요이

- REM@STER-B
  - THE IDOLM@STER MASTER LIVE 04
    - 마법을 걸어!(REM@STER-B) 노래:키사라기 치하야

- 패미송8BIT
  - 패미송8BIT☆아이돌마스터 03
    - 마법을 걸어!('요괴여행기'패미송8BIT MIX) 노래:미우라 아즈사·아키즈키 리츠코

- GAME VERSION
  - THE IDOLM@STER MASTERPIECE 01
    - 마법을 걸어! 노래:아키즈키 리츠코

  - THE IDOLM@STER MASTERPIECE 04
    - 마법을 걸어! 노래:미나세 이오리·후타미 아미／마미

  - THE IDOLM@STER MASTER BOX I
    - 마법을 걸어! 노래:아마미 하루카
    - 마법을 걸어! 노래:하기와라 유키호(하세 유리나)
    - 마법을 걸어! 노래:아키즈키 리츠코
    - 마법을 걸어! 노래:키사라기 치하야
    - 마법을 걸어! 노래:미우라 아즈사
    - 마법을 걸어! 노래:키쿠치 마코토
    - 마법을 걸어! 노래:미나세 이오리
    - 마법을 걸어! 노래:타카츠키 야요이
    - 마법을 걸어! 노래:후타미 아미 / 마미

  - THE IDOLM@STER MASTER BOX II
    - 마법을 걸어! 노래:호시이 미키

- REMIX-A
  - THE IDOLM@STER MASTER BOX III
    - 마법을 걸어!(REMIX-A) 노래:아마미 하루카
    - 마법을 걸어!(REMIX-A) 노래:호시이 미키
    - 마법을 걸어!(REMIX-A) 노래:하기와라 유키호(하세 유리나)
    - 마법을 걸어!(REMIX-A) 노래:미나세 이오리
    - 마법을 걸어!(REMIX-A) 노래:키사라기 치하야
    - 마법을 걸어!(REMIX-A) 노래:미우라 아즈사
    - 마법을 걸어!(REMIX-A) 노래:키쿠치 마코토
    - 마법을 걸어!(REMIX-A) 노래:아키즈키 리츠코
    - 마법을 걸어!(REMIX-A) 노래:타카츠키 야요이
    - 마법을 걸어!(REMIX-A) 노래:후타미 아미 / 마미

- REMIX-B
  - THE IDOLM@STER MASTER BOX IV
    - 마법을 걸어!(REMIX-B) 노래:아마미 하루카
    - 마법을 걸어!(REMIX-B) 노래:호시이 미키
    - 마법을 걸어!(REMIX-B) 노래:하기와라 유키호(하세 유리나)
    - 마법을 걸어!(REMIX-B) 노래:미나세 이오리
    - 마법을 걸어!(REMIX-B) 노래:키사라기 치하야
    - 마법을 걸어!(REMIX-B) 노래:미우라 아즈사
    - 마법을 걸어!(REMIX-B) 노래:키쿠치 마코토
    - 마법을 걸어!(REMIX-B) 노래:아키즈키 리츠코
    - 마법을 걸어!(REMIX-B) 노래:타카츠키 야요이
    - 마법을 걸어!(REMIX-B) 노래:후타미 아미 / 마미

9:02pm
작사:yura, 작곡·편곡:NBGI(Jesahm), REMIX-A어레인지:西本卓朗, REMIX-B어레인지:渡部チェル·高樹リオ, 8BIT어레인지:KPLECRAFT
미우라 아즈사의 소유곡.
게임에서는 보컬 이미지가 상승한다.
수록 작품
- GAME VERSION
  - THE IDOLM@STER(아케이드판) - 초기 상태부터 사용 가능
  - THE IDOLM@STER(Xbox 360판) - 초기 상태부터 사용 가능
  - THE IDOLM@STER LIVE FOR YOU! - 초기 상태부터 사용 가능
  - THE IDOLM@STER SP - 초기 상태부터 사용 가능
  - THE IDOLM@STER 2(PS3판) - DLC(카탈로그17호)로 전달

- REMIX-A
  - THE IDOLM@STER LIVE FOR YOU! - 게임중의 조건을 채우는 것으로 사용 가능

- REMIX-B
  - THE IDOLM@STER LIVE FOR YOU! - DLC(카탈로그 창간호)로 전달
  - THE IDOLM@STER SP - DLC(카탈로그15호)로 전달

수록 CD
- M@STER VERSION
  - THE IDOLM@STER MASTERPIECE 02
    - 9:02pm(M@STER VERSION) 노래:미우라 아즈사·키사라기 치하야·키쿠치 마코토

  - THE IDOLM@STER RADIO 가희낙원
    - 9:02pm(M@STER VERSION) 노래:미우라 아즈사

  - THE IDOLM@STER MASTER ARTIST 07
    - 9:02pm(M@STER VERSION) 노래:미우라 아즈사

  - THE IDOLM@STER BEST ALBUM 〜MASTER OF MASTER〜
    - 9:02pm(M@STER VERSION) 노래:미우라 아즈사·키쿠치 마코토

  - THE IDOLM@STER 765PRO ALLSTARS+ GRE@TEST BEST! -COOL&BITTER!-
    - 9:02pm(M@STER VERSION) 노래:키사라기 치하야·키쿠치 마코토·미우라 아즈사

- REM@STER-A
  - THE IDOLM@STER MASTER LIVE 01
    - 9:02pm(REM@STER-A) 노래:후타미 아미

- REM@STER-B
  - THE IDOLM@STER MASTER LIVE 04
    - 9:02pm(REM@STER-B) 노래:아키즈키 리츠코

- 패미송8BIT
  - 패미송8BIT☆아이돌마스터 03
    - 9:02pm('드래곤 버스터'패미송8BIT MIX) 노래:미우라 아즈사·아키즈키 리츠코

- GAME VERSION
  - THE IDOLM@STER MASTERPIECE 02
    - 9:02pm 노래:미우라 아즈사

  - THE IDOLM@STER MASTERPIECE 04
    - 9:02pm 노래:아키즈키 리츠코·미우라 아즈사·하기와라 유키호(하세 유리나)

  - THE IDOLM@STER MASTER BOX I
    - 9:02pm 노래:아마미 하루카
    - 9:02pm 노래:하기와라 유키호(하세 유리나)
    - 9:02pm 노래:아키즈키 리츠코
    - 9:02pm 노래:키사라기 치하야
    - 9:02pm 노래:미우라 아즈사
    - 9:02pm 노래:키쿠치 마코토
    - 9:02pm 노래:미나세 이오리
    - 9:02pm 노래:타카츠키 야요이
    - 9:02pm 노래:후타미 아미 / 마미

  - THE IDOLM@STER MASTER BOX II
    - 9:02pm 노래:호시이 미키

- REMIX-A
  - THE IDOLM@STER MASTER BOX III
    - 9:02pm(REMIX-A) 노래:아마미 하루카
    - 9:02pm(REMIX-A) 노래:호시이 미키
    - 9:02pm(REMIX-A) 노래:하기와라 유키호(하세 유리나)
    - 9:02pm(REMIX-A) 노래:미나세 이오리
    - 9:02pm(REMIX-A) 노래:키사라기 치하야
    - 9:02pm(REMIX-A) 노래:미우라 아즈사
    - 9:02pm(REMIX-A) 노래:키쿠치 마코토
    - 9:02pm(REMIX-A) 노래:아키즈키 리츠코
    - 9:02pm(REMIX-A) 노래:타카츠키 야요이
    - 9:02pm(REMIX-A) 노래:후타미 아미 / 마미

- REMIX-B
  - THE IDOLM@STER MASTER BOX IV
    - 9:02pm(REMIX-B) 노래:아마미 하루카
    - 9:02pm(REMIX-B) 노래:호시이 미키
    - 9:02pm(REMIX-B) 노래:하기와라 유키호(하세 유리나)
    - 9:02pm(REMIX-B) 노래:미나세 이오리
    - 9:02pm(REMIX-B) 노래:키사라기 치하야
    - 9:02pm(REMIX-B) 노래:미우라 아즈사
    - 9:02pm(REMIX-B) 노래:키쿠치 마코토
    - 9:02pm(REMIX-B) 노래:아키즈키 리츠코
    - 9:02pm(REMIX-B) 노래:타카츠키 야요이
    - 9:02pm(REMIX-B) 노래:후타미 아미 / 마미

Here we go!!
작사:yura, 작곡·편곡:NBGI(Jesahm), REMIX-A:宮垣憲一郎, REMIX-B:水野敏宏, 8BIT어레인지:KPLECRAFT
미나세 이오리의 소유곡.
게임에서는 비주얼 이미지가 상승한다.
수록 작품
- GAME VERSION
  - THE IDOLM@STER(아케이드판) - 초기 상태부터 사용 가능
  - THE IDOLM@STER(Xbox 360판) - 초기 상태부터 사용 가능
  - THE IDOLM@STER LIVE FOR YOU! - 초기 상태부터 사용 가능
  - THE IDOLM@STER SP - 초기 상태부터 사용 가능

- REMIX-A
  - THE IDOLM@STER LIVE FOR YOU! - 게임중의 조건을 채우는 것으로 사용 가능

- REMIX-B
  - THE IDOLM@STER LIVE FOR YOU! - DLC(카탈로그 창간호)로 전달
  - THE IDOLM@STER SP - DLC(카탈로그15호)로 전달

수록 CD
- M@STER VERSION
  - THE IDOLM@STER MASTERPIECE 05
    - Here we go!!(M@STER VERSION) 노래:미나세 이오리·아마미 하루카·타카츠키 야요이

  - THE IDOLM@STER MASTERWORK 01
    - Here we go!!(M@STER VERSION) 노래:미나세 이오리

  - THE IDOLM@STER MASTER ARTIST 08
    - Here we go!!(M@STER VERSION) 노래:미나세 이오리

  - THE IDOLM@STER BEST ALBUM 〜MASTER OF MASTER〜
    - Here we go!!(M@STER VERSION) 노래:미나세 이오리·아마미 하루카

  - THE IDOLM@STER 765PRO ALLSTARS+ GRE@TEST BEST! -SWEET&SMILE!-
    - Here we go!!(M@STER VERSION) 노래:미나세 이오리·아마미 하루카·타카츠키 야요이

- REM@STER-A
  - THE IDOLM@STER MASTER LIVE 01
    - Here we go!!(REM@STER-A) 노래:호시이 미키

- REM@STER-B
  - THE IDOLM@STER MASTER LIVE 04
    - Here we go!!(REM@STER-B) 노래:하기와라 유키호(하세 유리나)

- 패미송8BIT
  - 패미송8BIT☆아이돌마스터 05
    - Here we go!!('디그 더그II'패미송8BIT MIX) 노래:키사라기 치하야·미나세 이오리

- GAME VERSION
  - THE IDOLM@STER MASTERPIECE 03
    - Here we go!! 노래:미나세 이오리

  - THE IDOLM@STER MASTERPIECE 04
    - Here we go!! 노래:아마미 하루카·타카츠키 야요이

  - THE IDOLM@STER MASTER BOX I
    - Here we go!! 노래:아마미 하루카
    - Here we go!! 노래:하기와라 유키호(하세 유리나)
    - Here we go!! 노래:아키즈키 리츠코
    - Here we go!! 노래:키사라기 치하야
    - Here we go!! 노래:미우라 아즈사
    - Here we go!! 노래:키쿠치 마코토
    - Here we go!! 노래:미나세 이오리
    - Here we go!! 노래:타카츠키 야요이
    - Here we go!! 노래:후타미 아미 / 마미

  - THE IDOLM@STER MASTER BOX II
    - Here we go!! 노래:호시이 미키

- REMIX-A
  - THE IDOLM@STER MASTER BOX III
    - Here we go!!(REMIX-A) 노래:아마미 하루카
    - Here we go!!(REMIX-A) 노래:호시이 미키
    - Here we go!!(REMIX-A) 노래:하기와라 유키호(하세 유리나)
    - Here we go!!(REMIX-A) 노래:미나세 이오리
    - Here we go!!(REMIX-A) 노래:키사라기 치하야
    - Here we go!!(REMIX-A) 노래:미우라 아즈사
    - Here we go!!(REMIX-A) 노래:키쿠치 마코토
    - Here we go!!(REMIX-A) 노래:아키즈키 리츠코
    - Here we go!!(REMIX-A) 노래:타카츠키 야요이
    - Here we go!!(REMIX-A) 노래:후타미 아미 / 마미

- REMIX-B
  - THE IDOLM@STER MASTER BOX IV
    - Here we go!!(REMIX-B) 노래:아마미 하루카
    - Here we go!!(REMIX-B) 노래:호시이 미키
    - Here we go!!(REMIX-B) 노래:하기와라 유키호(하세 유리나)
    - Here we go!!(REMIX-B) 노래:미나세 이오리
    - Here we go!!(REMIX-B) 노래:키사라기 치하야
    - Here we go!!(REMIX-B) 노래:미우라 아즈사
    - Here we go!!(REMIX-B) 노래:키쿠치 마코토
    - Here we go!!(REMIX-B) 노래:아키즈키 리츠코
    - Here we go!!(REMIX-B) 노래:타카츠키 야요이
    - Here we go!!(REMIX-B) 노래:후타미 아미 / 마미

에이전트 밤을 걷다
작사·작곡·편곡:NBGI(LindaAI-CUE), REMIX-A:佐藤和郎, REMIX-B:宮垣憲一郎, 8BIT어레인지:quad(luvtrax)·KPLECRAFT
키쿠치 마코토의 소유곡.
게임에서는 댄스 이미지가 상승한다.
수록 작품
- GAME VERSION
  - THE IDOLM@STER(아케이드판) - 초기 상태부터 사용 가능
  - THE IDOLM@STER(Xbox 360판) - 초기 상태부터 사용 가능
  - THE IDOLM@STER LIVE FOR YOU! - 초기 상태부터 사용 가능
  - THE IDOLM@STER SP - 초기 상태부터 사용 가능
  - THE IDOLM@STER Dearly Stars - 초기 상태부터 사용 가능
  - THE IDOLM@STER 2(PS3판) - DLC(카탈로그14호)로 전달
  - THE IDOLM@STER SHINY FESTA - 초기 상태부터 사용 가능(グルーヴィーチューン) 노래:키쿠치 마코토·호시이 미키·하기와라 유키호(아사쿠라 아즈미)
  - THE IDOLM@STER SHINY TV - DLC(미니 앨범12)로 전달 노래:키쿠치 마코토·호시이 미키·하기와라 유키호(아사쿠라 아즈미)

- REMIX-A
  - THE IDOLM@STER LIVE FOR YOU! - 게임중의 조건을 채우는 것으로 사용 가능

- REMIX-B
  - THE IDOLM@STER LIVE FOR YOU! - DLC(카탈로그 창간호)로 전달
  - THE IDOLM@STER SP - DLC(카탈로그16호)로 전달

수록 CD
- M@STER VERSION
  - THE IDOLM@STER MASTERPIECE 04
    - 에이전트 밤을 걷다(M@STER VERSION) 노래:키쿠치 마코토·아키즈키 리츠코·후타미 아미 / 마미

  - THE IDOLM@STER MASTERWORK 03
    - 에이전트 밤을 걷다(M@STER VERSION) 노래:키쿠치 마코토

  - THE IDOLM@STER MASTER ARTIST 04
    - 에이전트 밤을 걷다(M@STER VERSION) 노래:키쿠치 마코토

  - THE IDOLM@STER BEST ALBUM 〜MASTER OF MASTER〜
    - 에이전트 밤을 걷다(M@STER VERSION) 노래:키쿠치 마코토·후타미 아미 / 마미

  - THE IDOLM@STER DREAM SYMPHONY 02
    - 에이전트 밤을 걷다(M@STER VERSION) 노래:아키즈키 료

  - THE IDOLM@STER BEST OF 765+876=!! VOL.03
    - 에이전트 밤을 걷다(M@STER VERSION) 노래:키쿠치 마코토·후타미 아미 / 마미·가나하 히비키·시죠 타카네

  - THE IDOLM@STER ANIM@TION MASTER 03
    - 에이전트 밤을 걷다(M@STER VERSION) 노래:키쿠치 마코토

  - THE IDOLM@STER 765PRO ALLSTARS+ GRE@TEST BEST! -COOL&BITTER!-
    - 에이전트 밤을 걷다(M@STER VERSION) 노래:키쿠치 마코토·후타미 아미 / 마미·아키즈키 리츠코

- REM@STER-A
  - THE IDOLM@STER MASTER LIVE ENCORE
    - 에이전트 밤을 걷다(REM@STER-A) 노래:하기와라 유키호(하세 유리나)

- REM@STER-B
  - THE IDOLM@STER MASTER LIVE 02
    - 에이전트 밤을 걷다(REM@STER-B) 노래:키사라기 치하야

- 패미송8BIT
  - 패미송8BIT☆아이돌마스터 01
    - 에이전트 밤을 걷다(Hoover＆Acid MIX) 노래:후타미 아미 / 마미

  - 패미송8BIT☆아이돌마스터 04
    - 에이전트 밤을 걷다('롤링 선더'패미송8BIT MIX) 노래:키쿠치 마코토·하기와라 유키호(하세 유리나)

- GAME VERSION
  - THE IDOLM@STER MASTERPIECE 02
    - 에이전트 밤을 걷다 노래:키쿠치 마코토

  - THE IDOLM@STER MASTERPIECE 04
    - 에이전트 밤을 걷다 노래:후타미 아미 / 마미·아마미 하루카·타카츠키 야요이

  - THE IDOLM@STER MASTER BOX I
    - 에이전트 밤을 걷다 노래:아마미 하루카
    - 에이전트 밤을 걷다 노래:하기와라 유키호(하세 유리나)
    - 에이전트 밤을 걷다 노래:아키즈키 리츠코
    - 에이전트 밤을 걷다 노래:키사라기 치하야
    - 에이전트 밤을 걷다 노래:미우라 아즈사
    - 에이전트 밤을 걷다 노래:키쿠치 마코토
    - 에이전트 밤을 걷다 노래:미나세 이오리
    - 에이전트 밤을 걷다 노래:타카츠키 야요이
    - 에이전트 밤을 걷다 노래:후타미 아미 / 마미

  - THE IDOLM@STER MASTER BOX II
    - 에이전트 밤을 걷다 노래:호시이 미키

- REMIX-A
  - THE IDOLM@STER MASTER BOX III
    - 에이전트 밤을 걷다(REMIX-A) 노래:아마미 하루카
    - 에이전트 밤을 걷다(REMIX-A) 노래:호시이 미키
    - 에이전트 밤을 걷다(REMIX-A) 노래:하기와라 유키호(하세 유리나)
    - 에이전트 밤을 걷다(REMIX-A) 노래:미나세 이오리
    - 에이전트 밤을 걷다(REMIX-A) 노래:키사라기 치하야
    - 에이전트 밤을 걷다(REMIX-A) 노래:미우라 아즈사
    - 에이전트 밤을 걷다(REMIX-A) 노래:키쿠치 마코토
    - 에이전트 밤을 걷다(REMIX-A) 노래:아키즈키 리츠코
    - 에이전트 밤을 걷다(REMIX-A) 노래:타카츠키 야요이
    - 에이전트 밤을 걷다(REMIX-A) 노래:후타미 아미 / 마미

- REMIX-B
  - THE IDOLM@STER MASTER BOX IV
    - 에이전트 밤을 걷다(REMIX-B) 노래:아마미 하루카
    - 에이전트 밤을 걷다(REMIX-B) 노래:호시이 미키
    - 에이전트 밤을 걷다(REMIX-B) 노래:하기와라 유키호(하세 유리나)
    - 에이전트 밤을 걷다(REMIX-B) 노래:미나세 이오리
    - 에이전트 밤을 걷다(REMIX-B) 노래:키사라기 치하야
    - 에이전트 밤을 걷다(REMIX-B) 노래:미우라 아즈사
    - 에이전트 밤을 걷다(REMIX-B) 노래:키쿠치 마코토
    - 에이전트 밤을 걷다(REMIX-B) 노래:아키즈키 리츠코
    - 에이전트 밤을 걷다(REMIX-B) 노래:타카츠키 야요이
    - 에이전트 밤을 걷다(REMIX-B) 노래:후타미 아미 / 마미

포지티브!
작사:NBGI(mft), 작곡·편곡:NBGI(中川浩二), REMIX-A:竹中文一, REMIX-B:佐藤和郎, 8BIT어레인지:KPLECRAFT·Uraken, Rearrange Mix:柳田しゆ
후타미 아미 / 마미의 소유곡.
게임에서는 비주얼 이미지가 상승한다.
수록 작품
- GAME VERSION
  - THE IDOLM@STER(아케이드판) - 초기 상태부터 사용 가능
  - THE IDOLM@STER(Xbox 360판) - 초기 상태부터 사용 가능
  - THE IDOLM@STER LIVE FOR YOU! - 초기 상태부터 사용 가능
  - THE IDOLM@STER SP - 초기 상태부터 사용 가능
  - THE IDOLM@STER SHINY FESTA - 초기 상태부터 사용 가능(ファンキーノート) 노래:후타미 아미 / 마미
  - THE IDOLM@STER 2(PS3판) - DLC(카탈로그18호)로 전달
  - THE IDOLM@STER SHINY TV - DLC(미니 앨범11)로 전달 노래:후타미 아미 / 마미
  - THE IDOLM@STER ONE FOR ALL - DLC(카탈로그3호)로 전달

- REMIX-A
  - THE IDOLM@STER LIVE FOR YOU! - 게임중의 조건을 채우는 것으로 사용 가능

- REMIX-B
  - THE IDOLM@STER LIVE FOR YOU! - DLC(카탈로그 창간호)로 전달
  - THE IDOLM@STER SP - DLC(카탈로그16호)로 전달

수록 CD
- M@STER VERSION
  - THE IDOLM@STER MASTERPIECE 03
    - 포지티브!(M@STER VERSION) 노래:미나세 이오리·타카츠키 야요이·후타미 아미 / 마미

  - THE IDOLM@STER MASTERWORK 02
    - 포지티브!(M@STER VERSION) 노래:후타미 아미 / 마미

  - THE IDOLM@STER MASTER ARTIST 06
    - 포지티브!(M@STER VERSION) 노래:후타미 아미 / 마미

  - THE IDOLM@STER BEST ALBUM 〜MASTER OF MASTER〜
    - 포지티브!(M@STER VERSION) 노래:후타미 아미／마미·타카츠키 야요이·미나세 이오리

  - THE IDOLM@STER BEST OF 765+876=!! VOL.02
    - 포지티브!(M@STER VERSION) 노래:미나세 이오리·타카츠키 야요이·후타미 아미 / 마미

  - THE IDOLM@STER ANIM@TION MASTER 02
    - 포지티브!(M@STER VERSION) 노래:미나세 이오리·타카츠키 야요이

  - THE IDOLM@STER 765PRO ALLSTARS+ GRE@TEST BEST! -SWEET&SMILE!-
    - 포지티브!(M@STER VERSION) 노래:미나세 이오리·타카츠키 야요이·후타미 아미 / 마미

- REM@STER-A
  - THE IDOLM@STER MASTER LIVE 01
    - 포지티브!(REM@STER-A) 노래:미우라 아즈사

- REM@STER-B
  - THE IDOLM@STER MASTER LIVE ENCORE
    - 포지티브!(REM@STER-B) 노래:타카츠키 야요이

- 패미송8BIT
  - 패미송8BIT☆아이돌마스터 01
    - 포지티브!('마피'패미송8BIT MIX) 노래:타카츠키 야요이·후타미 아미 / 마미

  - 패미송8BIT☆아이돌마스터 03
    - 포지티브!('스카이 키드' MIX) 노래:미우라 아즈사·아키즈키 리츠코

- Rearrange Mix
  - THE IDOLM@STER PERFECT IDOL 02
    - 포지티브! -TRANCE Rearrange Mix- 노래:후타미 아미 / 마미

- GAME VERSION
  - THE IDOLM@STER MASTERPIECE 03
    - 포지티브! 노래:후타미 아미 / 마미

  - THE IDOLM@STER MASTERPIECE 04
    - 포지티브! 노래:미우라 아즈사·키쿠치 마코토

  - THE IDOLM@STER MASTER BOX I
    - 포지티브! 노래:아마미 하루카
    - 포지티브! 노래:하기와라 유키호(하세 유리나)
    - 포지티브! 노래:아키즈키 리츠코
    - 포지티브! 노래:키사라기 치하야
    - 포지티브! 노래:미우라 아즈사
    - 포지티브! 노래:키쿠치 마코토
    - 포지티브! 노래:미나세 이오리
    - 포지티브! 노래:타카츠키 야요이
    - 포지티브! 노래:후타미 아미 / 마미

  - THE IDOLM@STER MASTER BOX II
    - 포지티브! 노래:호시이 미키

- REMIX-A
  - THE IDOLM@STER MASTER BOX III
    - 포지티브!(REMIX-A) 노래:아마미 하루카
    - 포지티브!(REMIX-A) 노래:호시이 미키
    - 포지티브!(REMIX-A) 노래:하기와라 유키호(하세 유리나)
    - 포지티브!(REMIX-A) 노래:미나세 이오리
    - 포지티브!(REMIX-A) 노래:키사라기 치하야
    - 포지티브!(REMIX-A) 노래:미우라 아즈사
    - 포지티브!(REMIX-A) 노래:키쿠치 마코토
    - 포지티브!(REMIX-A) 노래:아키즈키 리츠코
    - 포지티브!(REMIX-A) 노래:타카츠키 야요이
    - 포지티브!(REMIX-A) 노래:후타미 아미 / 마미

- REMIX-B
  - THE IDOLM@STER MASTER BOX IV
    - 포지티브!(REMIX-B) 노래:아마미 하루카
    - 포지티브!(REMIX-B) 노래:호시이 미키
    - 포지티브!(REMIX-B) 노래:하기와라 유키호(하세 유리나)
    - 포지티브!(REMIX-B) 노래:미나세 이오리
    - 포지티브!(REMIX-B) 노래:키사라기 치하야
    - 포지티브!(REMIX-B) 노래:미우라 아즈사
    - 포지티브!(REMIX-B) 노래:키쿠치 마코토
    - 포지티브!(REMIX-B) 노래:아키즈키 리츠코
    - 포지티브!(REMIX-B) 노래:타카츠키 야요이
    - 포지티브!(REMIX-B) 노래:후타미 아미 / 마미